# Phare des Pierres Noires
Phare des Pierres Noires (deutsch: Leuchtturm der schwarzen Felsen) ist der Name eines Leuchtturms, der auf einem Felsen vor der Saint-Matthieu-Spitze im Molène-Archipel errichtet wurde. Er markiert die Einfahrt in die Bucht von Brest.
Mit dem Bau des Turms, für den 325.000 Goldfranken veranschlagt wurden, wurde 1867 begonnen. Nach seiner Fertigstellung 1871 wurde das erste Leuchtfeuer am 1. Mai 1872 in Betrieb genommen. Die ursprünglich installierte Mineralöl-Befeuerung wurde 1903 durch eine Öldampflampe ersetzt. 1984 wurde die Befeuerung schließlich auf Elektrizität umgestellt.
Der Turm ist seit 1992 automatisiert und nicht mehr bewohnt. Gesteuert wird er vom Leuchtturm Créac’h auf Ouessant. Er besitzt eine Tragweite von 19,5 Seemeilen.

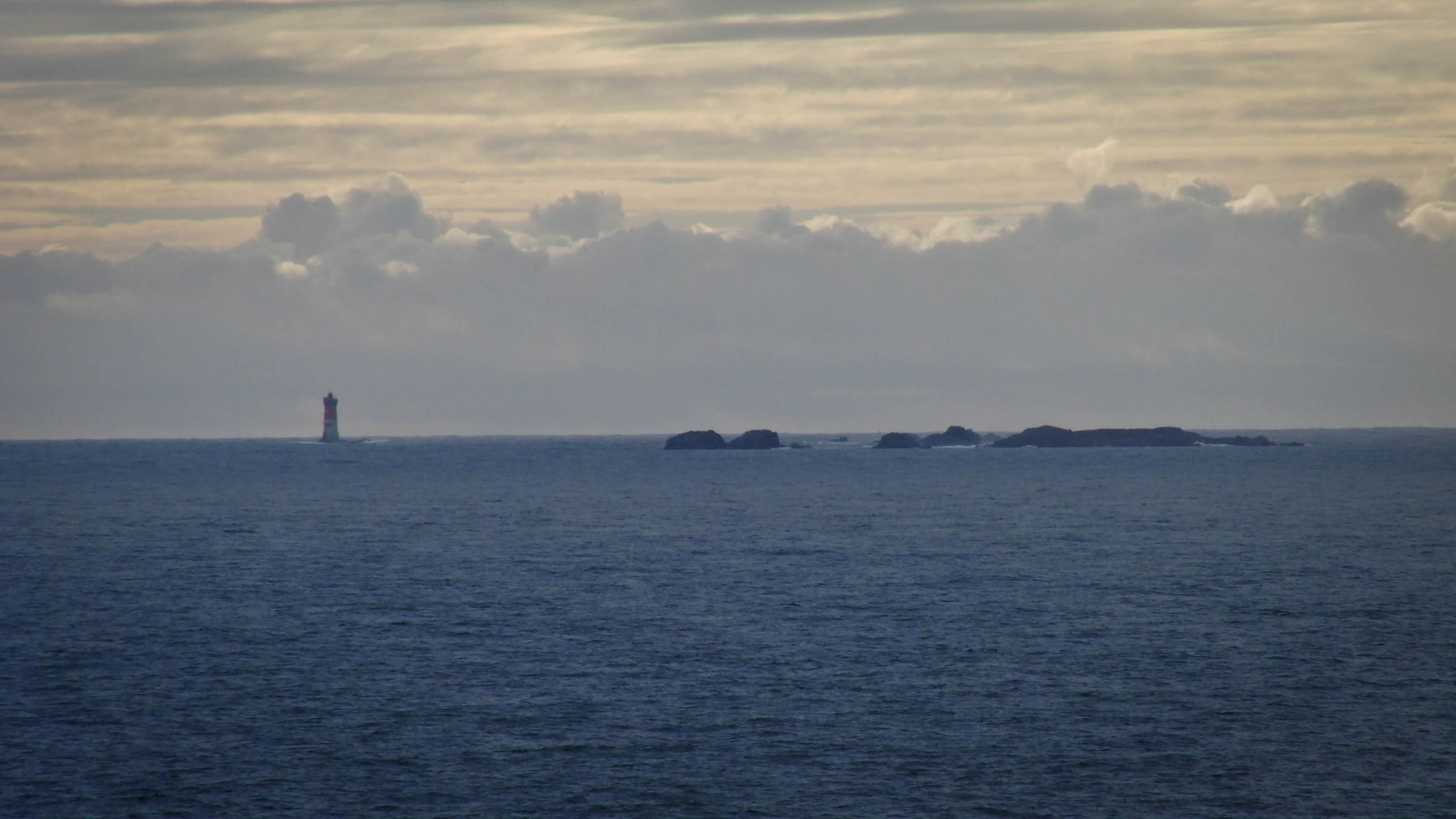
Leuchtturm Pierres Noires vom Festland aus gesehen (Phare de Saint-Mathieu)

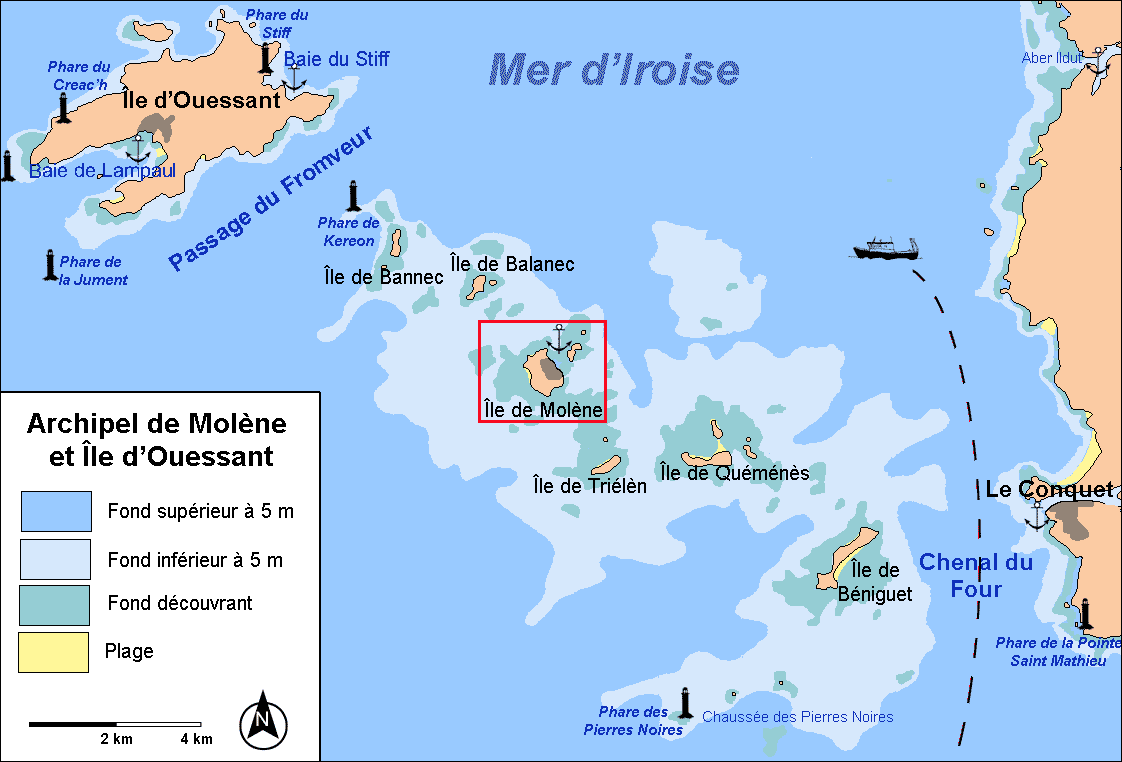
Molène-Archipel